# Lycée Val-de-Garonne
Le lycée  polyvalent Val-de-Garonne est un lycée polyvalent d'enseignement secondaire général, technologique et supérieur public, qui est associé à un collèges dans la ville de Marmande, dans le département de Lot-et- Garonne, en Nouvelle-Aquitaine. En 2024, le lycée et le collège accueille 1 700 élèves.

## Histoire
Les origines du collège de Marmande devenus le lycée Val de Garonne remonteraient à 1585, Barthélémy de Labat légua une maison ainsi que de l'argent à la ville afin d'instruire les enfants et tenir le collège.
Entre 1839 et 1848 le collège se voit agrandit par l'ajout d'une cour, il s'agit de l'actuel square de Verdun

## Environnement du Lycée

### Installations sportives
Le lycée a à sa disposition plusieurs installations sportives dans ses environs, tels que : Plusieurs gymnases, le stade d'athlétisme Georges-Dartiailh, la piscine Aquaval, un dojo, un mur d'escalade, plusieurs sets de tennis ainsi que des terrains de « foot » et de rugby qui permettent aux élèves de pratiquer différentes activités.

### Accès
Le lycée est desservis par les lignes A, B et D du réseau de transport Evalys, aux arrêts : Lycée Val de Garonne (ligne A), Dartiailh (Ligne B) et Clinique Baillis (Ligne D). Il est accessible depuis la Gare de Marmande, située à 15 minutes à pied.

## Vie associative
- La maison des lycéens (MDL) est gérée par les élèves. Elle organise et développe des projets au sein du lycée.
- L'Association des anciens de VDG (AAVDG) qui met en relation anciens et actuels élèves[3].

## Enseignement

### Classement
En 2018, le lycée se classe 5 sur 8 au niveau départemental et 1286 sur 2013 au niveau national selon le classement de l'Express qui a pour critères : le taux de réussite au bac par série, le taux de mentions, les taux d'accès et de succès au bac.

## Personnalités liées au lycée

### Élèves
- Alexandre Freschi[5]